# Navy Pier
O Navy Pier (Cais Naval em português) é um cais de 1.010 m de comprimento (3.300 ft) na costa de Chicago, no Lago Michigan. O Navy Pier atualmente engloba mais de cinquenta hectares de parques, jardins, lojas, restaurante, atrações familiares e instalações de exposições e é o principal destino de lazer no Centro-Oeste, atraindo cerca de nove milhões de visitantes por ano. É uma das atrações mais visitadas em todo o meio-oeste dos Estados Unidos e é a atração turística número um de Chicago. 

## História
O Navy Pier abriu ao público em 15 de julho de 1916. Originalmente chamado de "Municipal Pier", o cais foi construído por Charles Sumner Frost, um arquiteto nacionalmente conhecido, com um projeto baseado no Plano de Chicago (1909) de Daniel Burnham e Edward H. Bennett.
Inicialmente, o Navy Pier seria uma doca para fretes, tráfego de passageiros e um espaço para recreação interior e exterior para o público. Muitos eventos foram realizados no cais, como exposições, concursos e outros tipos de entretenimento. No verão de 1918, o cais também foi usado como uma prisão para protuberâncias.
Em 1927, o cais foi renomeado Navy Pier para homenagear os veteranos navais que serviram na Primeira Guerra Mundial.
Em 1941, durante a Segunda Guerra Mundial, o cais tornou-se um centro de treinamento para a Marinha. Cerca de 10 000 pessoas trabalharam, treinaram e moraram lá. O cais continha um teatro de 2,500 lugares, academia, uma barbearia de 12 cadeiras, alfaiate, cofres, soda e uma vasta cozinha e hospital. 
Em 1946, quando a Marinha acabou com sua missão, a Universidade de Illinois em Chicago realizou aulas no cais. Embora a capacidade máxima tenha sido excedida, a escola superou o cais e a universidade se mudou para o Circle Campus.
Após a universidade, o Navy Pier tornou-se subutilizado.
Em 1959, a via marítima de St. Lawrence abriu e aumentou a atividade de transporte comercial no cais por um curto período de tempo, embora os negócios se apagassem e saíssem para instalações mais modernas no Lago Calumet.
Em 1976, os edifícios do East End foram renovados e, durante um breve período, o cais estava vivo novamente, o lar de eventos de verão como o ChicagoFest. Mas a manutenção não foi feita e o cais foi em declínio.
Em 1989, a Cidade de Chicago teve o Reimagine do Instituto de Terra Urbana (ULI) para o cais. O Metropolitan Pier and Exposition Authority (MPEA) foi criado; Sua responsabilidade era gerenciar e operar o Cais Naval, bem como McCormick Place. A MPEA realizou a remodelação, incorporando algumas das recomendações da ULI. 
Em 1995, o Navy Pier foi redesenhado e apresentado ao público como um local de uso misto que incorpora varejo, restaurantes, entretenimento e espaços culturais.
A partir de 2014, o plano de redesenho chamado The Centennial Vision foi implementado. O objetivo deste plano é cumprir a missão de manter o Navy Pier como espaço público de classe mundial e renovar o píer para que ele tenha mais entretenimento noturno e durante todo o ano e mais atraentes paisagens e design.  A Visão do Centenário foi completada no verão de 2016. A Polk Family Foundation (fundada por Sol Polk) doou US$ 20 milhões para o esforço de reconstrução; O parque e a fonte na entrada do cais foram chamados de Polk Brothers Park e Fountain.

## Atrações

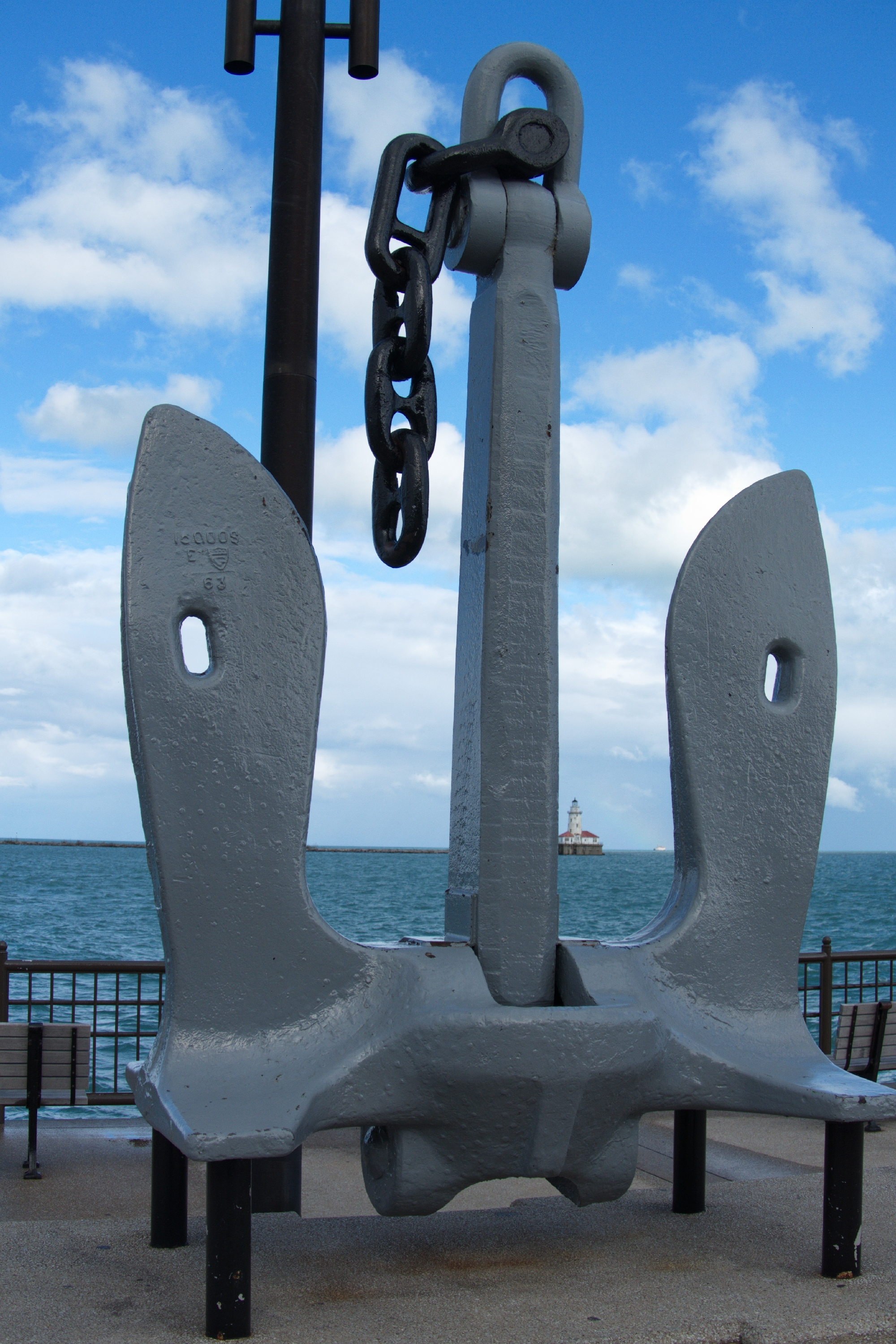
Âncora do USS Chicago.

As atrações do Navy Pier incluem passeios turísticos de empresas como Seadog Ventures, Shoreline Sightseeing Cruises e Water Taxi, e o navio de alta "Windy". Há também cruzeiros de jantar da Entertainment Cruises em seus navios, o "Spirit of Chicago", "Odyssey II" e "Mystic Blue". O cais possui fogos de artifício nas noites de quarta e sábado durante o verão e sábado à noite durante o outono. 
O Navy Pier hospeda o Fifth Third Bank Winter Wonderfest de dezembro a janeiro. Existe uma pista de patinação no gelo coberta, bem como lojas e restaurantes no Festival Hall.
Há muitas atrações ao ar livre no Navy Pier Park, como o Pepsi Wave Swinger, Light Tower Ride, Remote Control Boats e o Carousel. 
O Amazing Chicago Funhouse Maze está no cais. É uma experiência de labirinto sensorial completo e auto-estimulado onde uma pessoa navega através de 4.000 pés quadrados de túneis e labirintos. 
Crystal Gardens é um jardim botânico de um aceto dentro do cais. É um átrio de vidro de seis andares com um teto arqueado de 50 pés. Muitos eventos são realizados lá.
O Chicago Children's Museum é uma parte do cais, com muitas exposições e atividades diferentes para crianças e adultos para desfrutar. 
Chicago Shakespeare Theatre, um teatro que recria as produções de Shakespeare. O Pier também tem um teatro IMAX.
Há muita arte ao ar livre, como a âncora do cruzador USS Chicago, que está em exibição no extremo distante. Outra arte inclui uma estátua do ator Bob Newhart em um sofá como em The Bob Newhart Show, a estátua do Capitão On The Helm dedicada aos capitães marítimos e a escultura Crack the Whip de oito crianças em jogo de mãos dadas por J. Seward Johnson Jr. 
A roda gigante foi retirada em 27 de setembro de 2015. Um novo modelo foi selecionado e comprado - o DW60 - da Dutch Wheels, empresa holandesa que construiu a antiga roda do cais. O estado da arte DW60 é o primeiro e único do seu tipo nos EUA com rodas similares atualmente em operação em Hong Kong e Baku, no Azerbaijão. As características significativas incluem carros de duas faces que permitem fácil carregamento e descarga, uma estrutura fortificada para suportar ventos de 115 milhas por hora e vidro de segurança capaz de aguentar tempestades intensas. O novo modelo foi revelado em 27 de maio de 2016.

## Planos de Renovação
Os esforços para atualizar o Navy Pier para o século XXI começaram, em 13 de janeiro de 2006, quando o Metropolitan Pier and Exposition Authority divulgou uma proposta para uma grande renovação do Cais, que inclui um monotrilho, a uma distância de 79 m (260 ft), uma roda gigante sem spokes, uma montanha-russa, um hotel flutuante e um parque aquático com um tema dos Grandes Lagos. O plano incluiria quase o dobro do estacionamento atual e um teatro de substituição com maior capacidade. No momento do anúncio, foi anunciado um preço de US$ 2 bilhões.
Após a reorganização da agência que opera o Navy Pier e McCormick Place, um novo estudo foi encomendado para revigorar o processo de atualização. O novo estudo, do Urban Land Institute, foi lançado em 11 de novembro de 2010 e recomendou um conjunto mais modesto de aprimoramentos destinados a manter o papel do Píer como espaço público, em vez de transformá-lo em um parque temático. Os elementos sugeridos incluem um local de concertos, um espaço alargado no Chicago Shakespeare Theatre, novos restaurantes, uma área comercial renovada ao redor da entrada do Píer e características adicionais do parque para aproximar as pessoas do lago. Possibilidades mais grandiosas, incluindo a roda gigante alargada e um hotel, são mencionadas como possibilidades mais remotas. 
Em março de 2012, uma competição levou à seleção de um conceito de design apresentado por uma equipe liderada por James Corner, da James Corner Field Operations, que se concentra no papel do Pier como um passeio marítimo. Em 2013, a Autoridade anunciou planos para realizar os primeiros elementos de uma versão simplificada desse conceito, com a paisagem urbana retrabalhada e um espaço pedestre mais amplo, movendo amarras para barcos turísticos para melhorar a visão de uma nova escada central centrada na roda gigante. O trabalho começou no inverno de 2013-2014, com conclusão prevista para o verão de 2015. 
Uma nova roda gigante para o cais foi anunciada em 23 de junho de 2015. Será 196 pés (60 m) de altura, 14 m (46 ft) mais alto do que o antecessor. Os passeios serão doze minutos em vez de sete e apresentam três revoluções. A nova roda tem luzes brilhantes e abriu em maio de 2016. 
A primeira fase de redesenvolvimento, concluída em 2016, incluiu o redesenho dos espaços públicos do Píer, conhecido como Pierscape, e melhorias no interior do Family Pavilion e South Arcade.
Os projetos da Fase I incluíram a transformação da South Dock em um espaço mais envolvente e mais ecológico, a conversão da passarela coberta no ar da South Arcade em uma experiência gastronômica com temas de Chicago e a criação de uma fonte de água iluminada / pista de patinação no parque Polk Bros Park.

## Cultura popular
Os salões foram usados para representar Atlantic City, Nova Jersy, no filme de 1986, A Cor do Dinheiro para o Campeonato de 9 baladas.
No filme Divergente, o Pier e a roda gigante são mostrados abandonados e decompostos em um futuro Chicago, e é afirmado que eles foram abandonados por escolha há muito tempo antes. Os membros Dauntless tocam a bandeira no parque. Tris e Four escalam a roda gigante para identificar a equipe adversária. No livro, a equipe adversária esconde a bandeira em um parque perto do Navy Pier, enquanto na versão do filme, a bandeira está escondida em uma torre do edifício do Chicago Children's Museum.